# Filipe Pinto (fadista)
Filipe de Almeida Pinto, mais conhecido por Filipe Pinto (Lisboa, 2 de maio de 1905 - Lisboa, 6 de fevereiro de 1968) foi um fadista e compositor português.

## Biografia
Nasceu a 2 de maio de 1905, no 1.º andar do número 31 da Calçada dos Barbadinhos, freguesia de Santa Engrácia, em Lisboa, filho ilegítimo de Henrique de Almeida Pinto, litógrafo de ascendência britânica pelo lado materno e de Maria da Silva, ambos solteiros e naturais da mesma freguesia. Teve, pelo menos, um irmão e uma irmã. Como o próprio afirmou: "era nos Barbadinhos que, ao tempo, deitavam o pregão dos seus Fados o Rosa Sapateiro, de saudosa memória, e os irmãos Vilanova ou o Aguiar Batata, ainda vivos, felizmente".
Foi com apenas 17 anos que Filipe Pinto começou a cantar o Fado, como amador, na sede do grupo Sempre Unidos, apresentando-se posteriormente em festas particulares nas diversas coletividades do seu bairro, que o ajudaram a ganhar experiência. Como o próprio refere em entrevista à Guitarra de Portugal, em 1932: "Há dez anos era hábito no meu sítio realizarem-se, pelas Sociedades de Recreio, frequentes concílios poéticos, em benefício de necessitados. Pontificava o Bringuel, cantador de primeira plana; ouvi-lo cantar, era para mim um salutar prazer. Comecei nesta época ensaiando os meus primeiros vôos. Pouco tempo depois (1922) cantava nos "Sempre Unidos", à Rua Vale de Santo António, e num pequeno grémio da minha vizinhança, aonde ia outro grande cantador, o Joaquim Campos, a quem devo o início da minha vida de cantador". Integrou um grupo que fazia serenatas na Calçada dos Barbadinhos. Fez ainda parte, mais tarde, do Grémio Literário Amadores do Fado, com muitos jovens naturais do bairro da Graça.

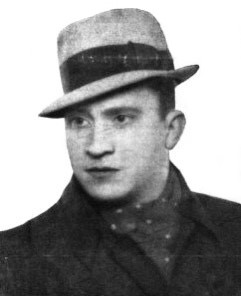
Filipe Pinto ainda jovem.

Pinto manteve, no entanto, empregos diurnos que lhe permitiam sustentar a sua carreira. Começou por ser operário na Fábrica dos Tabacos, em Xabregas, onde também trabalharam os seus pais, a sua avó e a sua irmã, depois litógrafo, como seu pai, e, posteriormente, pracista da distribuidora de vinho do Porto Rainha Santa.
Em maio de 1927, adquire o cartão artístico e destaca-se rapidamente. Aos 22 anos, estreou-se como profissional no retiro "Ferro de Engomar", em Benfica. Mais tarde, atuou no Salão Artístico de Fados e na Cervejaria Vitória. Foram os primeiros passos de uma carreira auspiciosa. Entrou em diversos espetáculos nos teatros de Lisboa e em digressão pelo resto do país e cantou em rádios como a Emissora Nacional, o Rádio Clube Português, a Rádio Peninsular e a Rádio Luso.
Ingressou de seguida na Companhia Típica Portuguesa da Embaixada do Fado. Este grupo, dirigido por Alberto Reis, incluía também as presenças de Maria do Carmo, Maria do Carmo Torres, Branca Saldanha, Ercília Costa, Maria Alice, Joaquim Pimentel, Armandinho e Santos Moreira. Em 1934 partiu em digressão com a companhia para o Brasil, Argentina, Paraguai e Uruguai. Regressando a Portugal, voltou aos retiros e casas de fado, atuando nos já referidos Salão Artístico de Fados e Cervejaria Vitória, bem como na "Adega Mesquita", "Severa", "Mondego", "Márcia Condessa", "A Toca", "Viela", "Mãe Preta", "Canto do Camões", entre outros.
Foi diretor artístico e gerente do Solar da Alegria (onde, em 1929, vencera o concurso de Fado Corrido, recebendo a medalha de ouro, ganhando, no ano seguinte, um prémio idêntico no Salão Sul América), do Café Monumental e do Café Luso. Igualmente compositor de vários temas de êxito, contam-se contudo pelos dedos as suas gravações e a sua importância para o desenvolvimento do fado é devida sobretudo à sua atividade como figura tutelar. De facto, a sua opinião era muito respeitada no meio e a sua temporada como diretor artístico e gerente do Solar da Alegria - que o viu apadrinhar importantes nomes novos - veio consolidar a sua posição como incansável divulgador e descobridor de talentos fadistas, como Carlos Ramos e Fernanda Maria. A organização de festas de homenagem nestes espaços era frequente, como a realizada em janeiro de 1948, no Café Luso, que distinguiu Alfredo Marceneiro como "Rei do Fado". Também era um dos mais populares apresentadores, havendo quem lhe atribua a autoria da frase: "Silêncio que se vai cantar o fado".
A 29 de novembro de 1962 é alvo de uma homenagem no antigo Cinema Tivoli, com a participação, entre outros artistas, de Alfredo Marceneiro, Fernando Farinha, Max, Artur Ribeiro, Ilídio dos Santos, Lucília do Carmo, Martinho D´Assunção, entre outros.
O cuidado que colocava na sua requintada indumentária e os sapatos de tacão alto que calçava valeram-lhe a alcunha de "Marialva do Fado". Amália Rodrigues descreveu-o da seguinte forma: "O Filipe Pinto era um tipo extraordinário, um daqueles fadistas de bota afiambrada, com uma cara cheia de personalidade. Não era homem de cantar muitas coisas, mas três ou quatro que cantava, cantava bem. E a apresentar agarrava a atenção das pessoas, tinha um certo magnetismo."

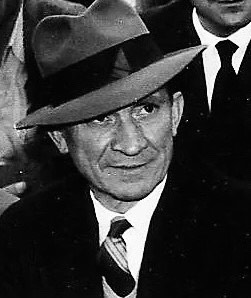
Filipe Pinto nos últimos anos de vida.

Faleceu a 6 de fevereiro de 1968, aos 62 anos, na sua residência, o 2.º andar do número 57 da Rua Diário de Notícias, freguesia da Encarnação, ao Bairro Alto, em Lisboa, vítima de aterosclerose e insuficiência cardiorrespiratória. Encontra-se sepultado no Cemitério do Alto de São João, em Lisboa.

## Vida pessoal
Casou civilmente, em Lisboa, no estado de solteiro, a 25 de dezembro de 1925, aos 20 anos, com Argentina de Bastos Ventura, solteira, então de 16 anos, natural de Lisboa, freguesia de Santa Engrácia, filha de Alfredo Vicente Ventura, pintor e de Margarida Bastos, ele natural de Lisboa, freguesia de São Vicente de Fora e ela de Arruda dos Vinhos. Divorciou-se a 29 de fevereiro de 1956.
Casou civilmente, em Lisboa, no estado de divorciado, a 1 de março de 1959, aos 53 anos, com Lucinda Ferreira, divorciada, então de 53 anos, natural de Lisboa, freguesia do Beato, filha de José Ferreira e de Albertina da Conceição, operários, ele natural de Rio de Moinhos e ela de Almada.
Manteve, no entanto, na juventude, uma ligação sentimental com a jovem cantadeira Cecília de Almeida, a célebre "Cotovia do Bairro Alto", que viria a falecer vítima de sarampo e febre paratifoide, a 1 de fevereiro de 1932, aos 21 anos.
Deixou, pelo menos, dois filhos, tendo um deles ido residir para o Brasil com a mãe, Lucinda.

## Obra
Compôs vários fados, entre eles:
- Lá porque tens cinco pedras, que foi cantado por Amália Rodrigues;
- Minha mãe foi cigarreira;

- Perigo de Morte;

- Maria, não adivinhas?;

- Fernandinho;

- Vida vivida;

- Miúda da Minha Rua;

- Moreninha da Travessa;
- Fado Meia-Noite.